# Rouleina guentheri
Rouleina guentheri är en fiskart som först beskrevs av Alfred William Alcock 1892.  Rouleina guentheri ingår i släktet Rouleina och familjen Alepocephalidae. Inga underarter finns listade i Catalogue of Life.